# Sokyriany
Sokyriany (tiếng Ukraina: Сокиряни) là một thành phố của Ukraina. Thành phố này thuộc tỉnh Chernivtsi. Thành phố này có diện tích ? km², dân số theo điều tra dân số năm 2001 là 10.258 người.